# Cathédrale de Foligno
La cathédrale Saint-Félicien (en italien : Cattedrale di San Feliciano ou Duomo di Foligno) est un édifice religieux du XIIe siècle (radicalement remanié au XVIIIe siècle) qui est le siège du diocèse de Foligno, en Ombrie (Italie).

## Historique
La cathédrale, édifiée à l'emplacement d'une basilique antérieure, est dédiée au saint patron de la ville, le martyr Félicien de Foligno, qui fut enterré là en 251 de notre ère.
Elle fut érigée en style roman au XIIe siècle et transformée radicalement au cours des siècles, tout en conservant sa forme originelle. Les restaurations les plus importantes furent celles du XVIIIe siècle, dues à Luigi Vanvitelli et à son élève Giuseppe Piermarini, qui donnèrent à l'intérieur de la cathédrale son style baroque et  néoclassique.
La cathédrale fut restaurée en 1904.
Saint Pierre de Foligno (it) († v. 1323), pénitent, vécut en ermite dans le campanile de la cathédrale.

## Architecture

### La façade principale
La façade principale (orientée au sud-est) présente un portail surmonté d'une galerie, d'une grande rosace et d'une mosaïque de 1904 représentant le Christ trônant entre saint Félicien et sainte Messaline. Le pape Léon XIII, commanditaire de la mosaïque y est également représenté.

### La façade secondaire
La façade secondaire (orientée au sud-ouest) donne sur la Piazza della Repubblica.
Cette façade tripartite est ornée en sa partie centrale d'une galerie surmontée d'une grande rosace. De part et d'autre de cette galerie ont été ajoutées au XIIIe siècle les statues de deux griffons humiliés, en souvenir de la victoire de Foligno sur Pérouse lors d'une des batailles entre ces deux cités antagonistes.
Les parties latérales de cette façade sont ornées chacune d'une rosace surmontée de fenêtres géminées.
Le portail est entouré de deux lions de pierre supportant une colonne, type de statue appelé stylophore souvent présent dans l'architecture romane de l'Italie du nord.
Il est surmonté d'une archivolte de cinq voussures très ornées, réalisées alternativement en marbre blanc et en marbre rose. Ces voussures sont ornées successivement des signes du zodiaque et des symboles des quatre évangélistes, d'un arc torique (boudin), de rinceaux, d'étoiles et d'une frise géométrique.
Certains marbres ont été sculptés par Giuseppe Girometti (1870-1851).

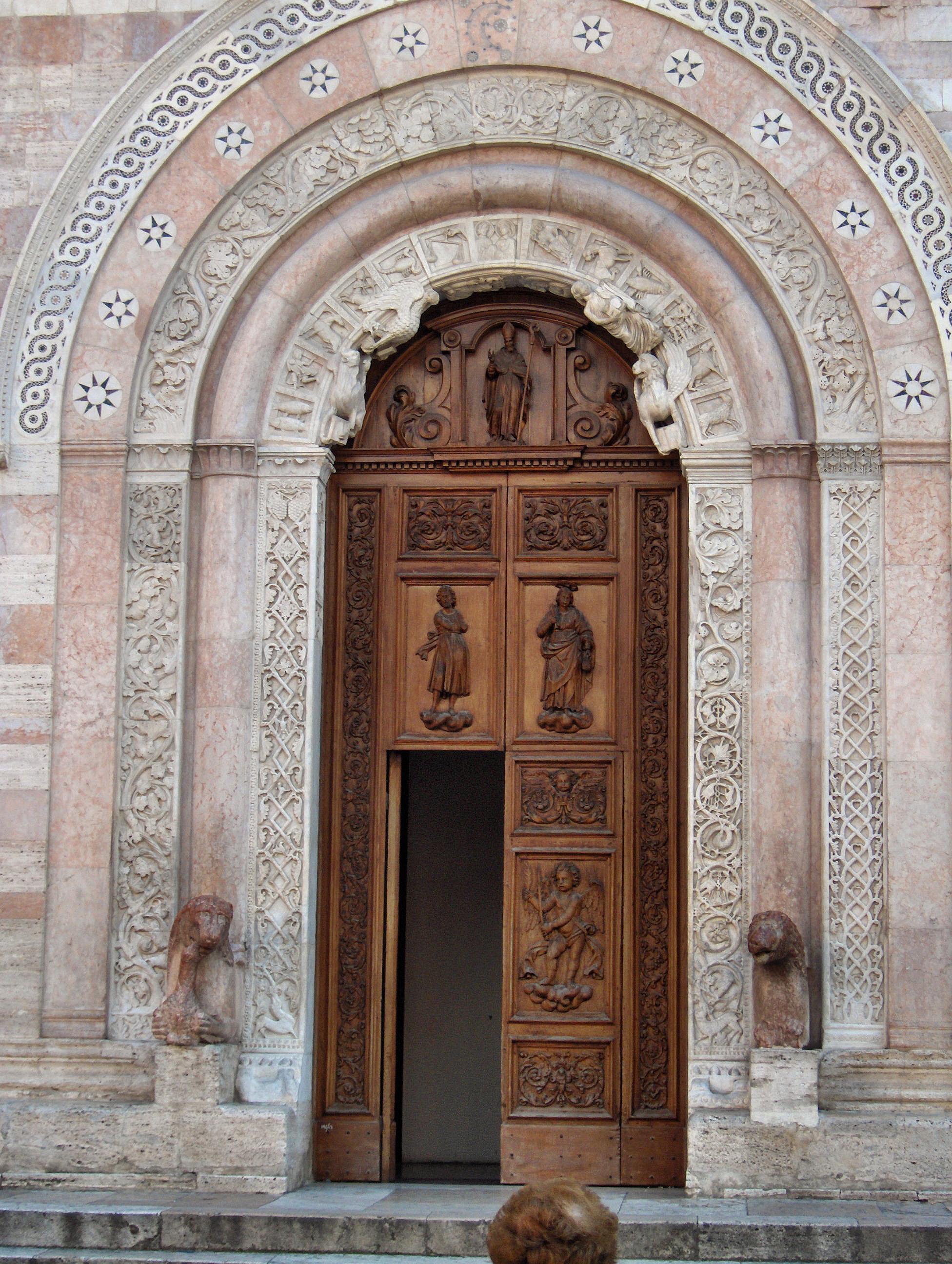
Porte de la cathédrale, côté place de la République.
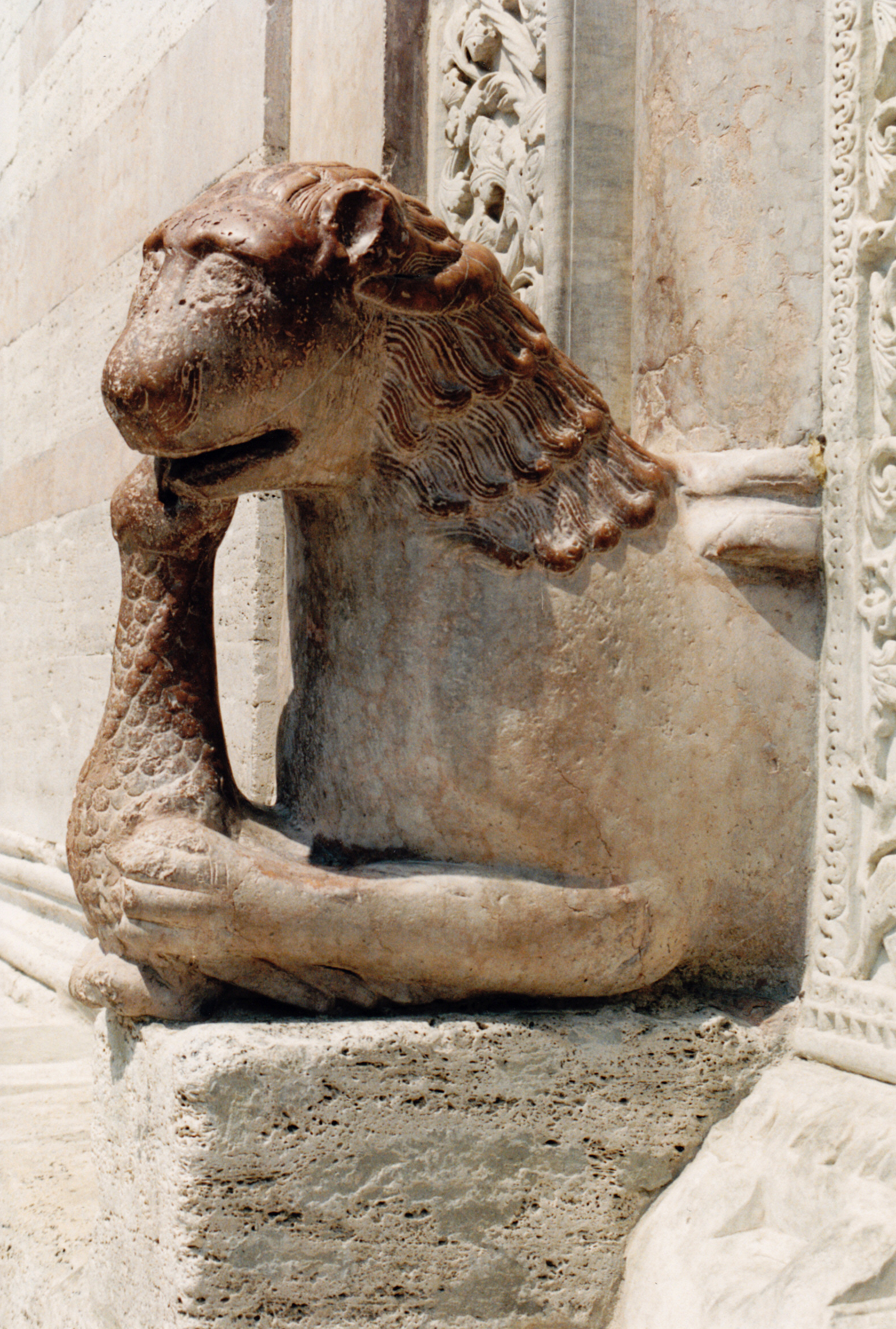
Lion de pierre stylophore.
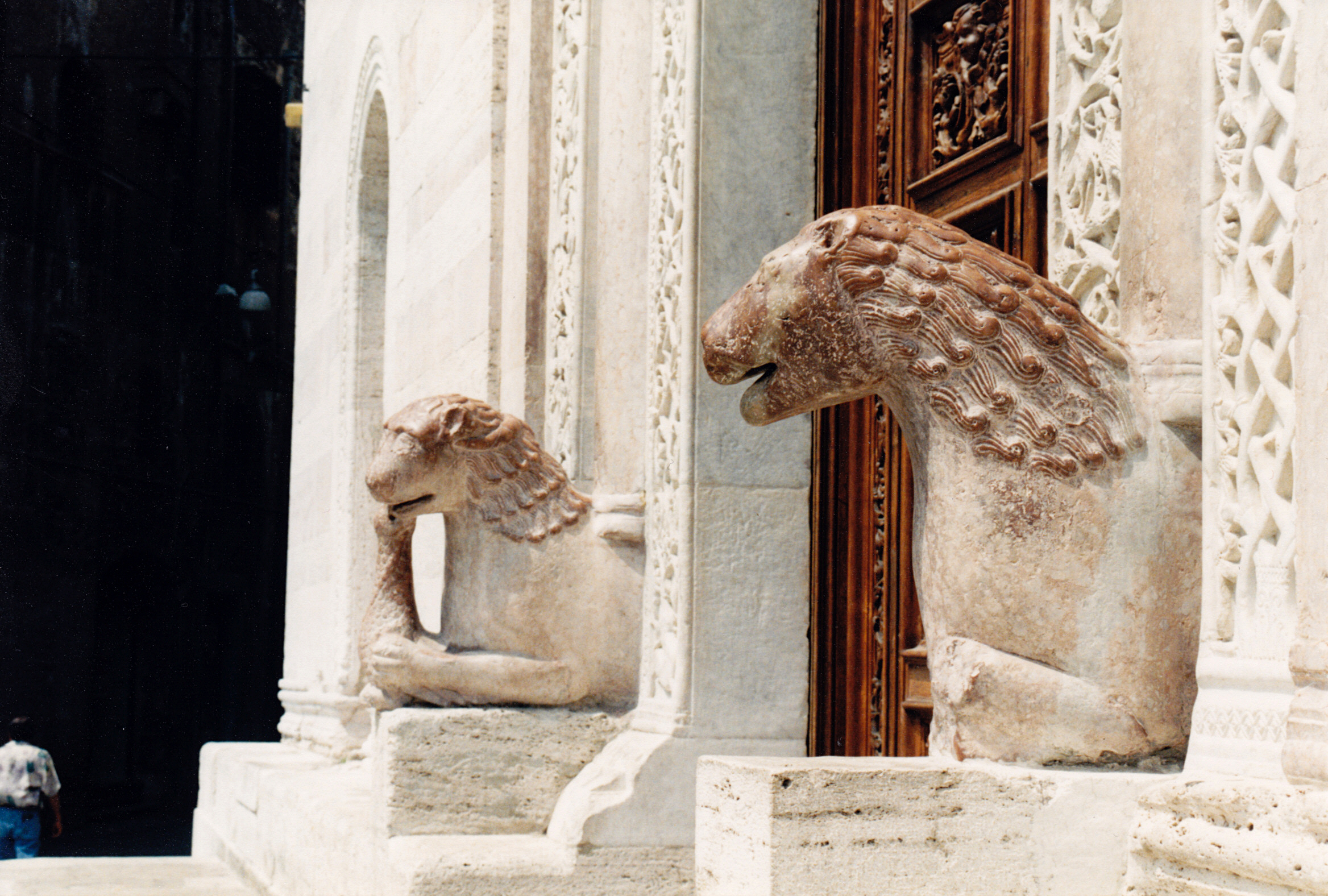
Les lions de pierre de la façade secondaire.
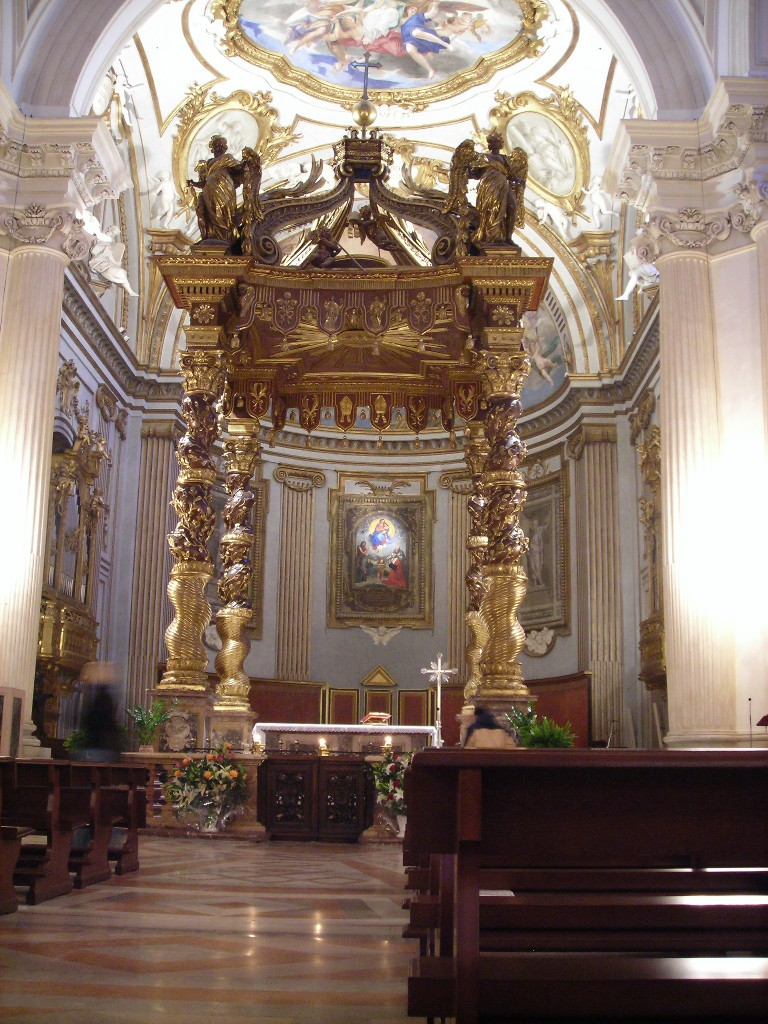
Le chœur avec le baldaquin.

## Source
- (it) Cet article est partiellement ou en totalité issu de l’article de Wikipédia en italien intitulé « Cattedrale di San Feliciano » (voir la liste des auteurs).